# دومينيكو أوليفييري
دومينيكو أوليفييري هو لاعب كرة قدم بلجيكي في مركز الدفاع، ولد في 16 يناير 1968 في جينك في بلجيكا. لعب مع نادي واترشاي ثور.